# Анн Джи
Анна Георгиева, по-известна с псевдонима Анн Джи, е българска R&B певица. Трикратна световна шампионка по фитнес в категория „Фитнес модел“.

## Биография и творчество
Анна Георгиева е родена на 16 август 1978 г. в семейството на художниците Чавдар Георгиев и Алла Георгиева.
Завършва актьорско майсторство за драматичен театър в НАТФИЗ при проф. Стефан Данаилов.
През 2008 г. печели златен медал за най-красиво и хармонично тяло в категория „Фигура“ на четвъртия международен фитнес турнир в Добрич. През 2008 г. на международното фитнес състезание Natural Olympia на американската федерация INBA, което се провежда в Калифорния, САЩ, спечелва бронзов медал в категория Красавици по бикини (Bikini Divas) и четвърто място в категория Спортен фитнес модел – жени (Sports Fitness Model Women).

## Дискография
- The Good Girl (2002)
- Barbie Bitch (2009)